# Reserva do Iguaçu
Reserva do Iguaçu ist ein brasilianisches Munizip im Süden des Bundesstaats Paraná. Es hat 6.690 Einwohner (2022), die sich Reservenser do Iguaçu nennen. Seine Fläche beträgt 834 km². Es liegt 945 Meter über dem Meeresspiegel.

## Etymologie
Ursprünglich hieß der Ort Rondinha. Mit der Erhebung zum Distrikt wurde er 1965 in Reserva umbenannt.
Der Name Reserva geht auf die Verteilung von Land für die Kolonisierung (Sesmarias) zurück. João Lustoza übernahm als letzter das Land, das für den Eigentümer reserviert war.
Der Zusatz do Iguaçu kam erst bei der Erhebung zum Munizip im Jahr 1995 hinzu.

## Geschichte

### Besiedlung
Reserva do Iguaçu war bis 1995 Bestandteil des Munizips Pinhão. Bis dahin ist seine geschichtliche Entwicklung deckungsgleich mit der des Muttermunizips.

### Erhebung zum Munizip
Reserva do Iguaçu wurde durch das Staatsgesetz Nr. 11.163 vom 4. September 1995 aus Pinhão ausgegliedert und in den Rang eines Munizips erhoben. Es wurde am 1. Januar 1997 als Munizip installiert.

## Geografie

### Fläche und Lage
Reserva do Iguaçu liegt auf dem Terceiro Planalto Paranaense (der Dritten oder Guarapuava-Hochebene von Paraná). Seine Fläche beträgt 834 km². Es liegt auf einer Höhe von 945 Metern.

### Vegetation
Das Biom von Reserva do Iguaçu ist Mata Atlântica.

### Klima
Das Klima ist gemäßigt warm. Es werden hohe Niederschlagsmengen verzeichnet (2009 mm pro Jahr). Im Jahresdurchschnitt liegt die Temperatur bei 17,9 °C. Die Klimaklassifikation nach Köppen und Geiger lautet Cfb.

### Gewässer
Reserva do Iguaçu liegt im Einzugsgebiet des Iguaçú, der die südliche und westliche Grenze des Munizips bestimmt. Er ist über die gesamte Länge der Grenze zum Stausee für das Wasserkraftwerk Usina Hidrelétrica Governador Ney Aminthas de Barros Braga aufgestaut.
Der Rio Jordão bildet die nordwestliche Grenze des Munizips, bis er in den Iguaçu mündet.

### Straßen
Reserva do Iguaçu ist über die PR-459 mit Mangueirinha im Südwesten und Pinhão im Osten verbunden.

### Nachbarmunizipien
| Foz do Jordão | Candói                                      |          |
|               | Kompassrose, die auf Nachbargemeinden zeigt | Pinhão   |
| Mangueirinha  | Coronel Domingos Soares                     | Bituruna |

## Stadtverwaltung
Bürgermeister: Vitorio Antunes de Paula, PL (2021–2024)
Vizebürgermeister: José Maria Lustosa Mendes, PV (2021–2024)

## Demografie

### Bevölkerungsentwicklung
| Jahr | Einwohner | Stadt | Land |
| ---- | --------- | ----- | ---- |
| 2000 | 6.678     | 50 %  | 50 % |
| 2010 | 7.307     | 53 %  | 47 % |
| 2021 | 6.690     |       |      |

Quelle: IBGE (2011) und Volkszählung 2022

### Ethnische Zusammensetzung
| Gruppe * | 2000    | 2010    | wer sich als …                                                                   |
| --- | ------- | ------- | -------------------------------------------------------------------------------- |
| Weiße | 59,0 %  | 49,3 %  | weiß bezeichnet                                                                  |
| Schwarze | 7,4 %   | 2,9 %   | schwarz bezeichnet                                                               |
| Gelbe | 0,1 %   | 0,2 %   | von fernöstlicher Herkunft wie japanisch, chinesisch, koreanisch etc. bezeichnet |
| Braune | 32,1 %  | 47,5 %  | braun oder als Mischung aus mehreren Gruppen bezeichnet                          |
| Indigene | 0,5 %   | 0,1 %   | Ureinwohner oder Indio bezeichnet                                                |
| ohne Angabe | 0,8 %   | 0,0 %   |                                                                                  |
| Gesamt | 100,0 % | 100,0 % |                                                                                  |
| *) Das IBGE verwendet für Volkszählungen ausschließlich diese fünf Gruppen. Es verzichtet bewusst auf Erläuterungen. Die Zugehörigkeit wird vom Einwohner selbst festgelegt. |         |         |                                                                                  |

Quelle: IBGE (Stand: 1991, 2000 und 2010)

## Wirtschaft
Die Wirtschaft der Gemeinde beruht im Wesentlichen auf Landwirtschaft, Viehzucht und Holzgewinnung.

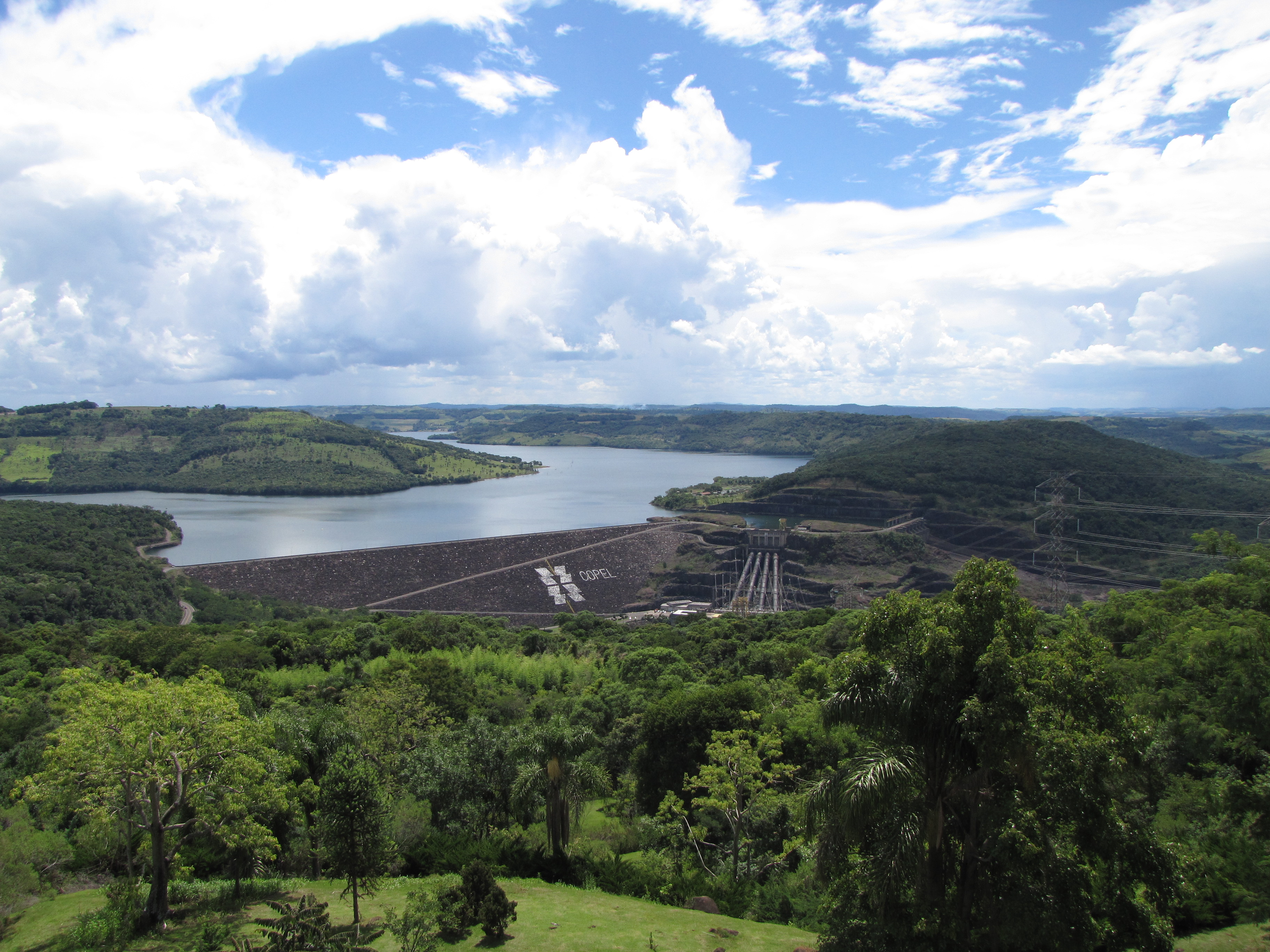
Talsperre Segredo zwischen Mangeirinha (rechts) und Reserva do Iguaçu (links im Bild)

Hinzu kommen die Arbeitsplätze und Abgaben der Usina Hidrelétrica Governador Ney Aminthas de Barros Braga, des zweitgrößten Wasserkraftwerks der Copel (Companhia Paranaense de Energia) mit einer 145 m hohen Staumauer und 1260 MW installierter Leistung.